# Colors Live
| Recensione | Giudizio |
| ---------- | -------- |
| AllMusic   |          |

Colors Live (stilizzato COLORS_LIVE) è il primo album dal vivo del gruppo musicale statunitense Between the Buried and Me, pubblicato il 14 ottobre 2008 dalla Victory Records.

## Tracce
CD
1. Foam Born (A) The Backtrack – 3:12
2. (B) The Decade of Statues – 5:20
3. Informal Gluttony – 6:47
4. Sun of Nothing – 10:58
5. Ants of the Sky – 13:10
6. Prequel to the Sequel – 9:08
7. Viridian – 2:05
8. White Walls – 15:31

DVD
- Live

1. Foam Born (A) The Backtrack – 2:46
2. (B) The Decade of Statues – 5:18
3. Informal Gluttony – 6:48
4. Sun of Nothing – 11:01
5. Ants of the Sky – 13:05
6. Prequel to the Sequel – 8:37
7. Viridian – 3:15
8. White Walls – 15:11
9. Mordecai – 5:33
10. Shevanel Cut a Flip – 6:55
11. Backwards Marathon – 9:01
12. Ad a Dglgmut – 8:57
13. Aspirations – 6:34
14. Selkies: The Endless Obsession – 11:54

- Bonus

1. Colors Live Documentary – 13:23
2. Colors Live Photo Gallery – 0:30
3. Colors Studio Footage – 4:26
4. Colors Album Trailer – 64:05

## Formazione
- Blake Richardson – batteria, percussioni
- Dan Briggs – basso
- Tommy Rogers – voce, tastiera
- Paul Waggoner – chitarra
- Dustie Waring – chitarra

## Classifiche
| Classifica (2008)         | Posizione massima |
| ------------------------- | ----------------- |
| Stati Uniti               | 100               |
| Stati Uniti (hard rock)   | 18                |
| Stati Uniti (independent) | 12                |